# Kurpsai-Talsperre
Die Kurpsai-Talsperre befindet sich in Kirgisistan am Naryn.
Die Kurpsai-Talsperre wurde zwischen 1974 und 1981 erbaut. Sie befindet sich 30 Flusskilometer flussaufwärts von der Stadt Tasch-Kömür. Der Naryn durchschneidet im Bereich des Staudamms das Bergland zwischen der Hochebene der Narynniederung im Osten und dem Ferghanatal im Westen. Östlich befindet sich das Ferghanagebirge. Flussaufwärts befindet sich die Toktogul-Talsperre. Das dortige Beton-Werk hatte den Beton für die Kurpsai-Talsperre geliefert, wofür Wadim Sudakow den sich während des Transports nicht entmischenden Beton entwickelt hatte.
Die Dammhöhe beträgt 113 m. Das Speichervolumen liegt bei 370 Millionen m³. Der Nutzinhalt beträgt 35 Millionen m³. Der Stausee hat eine Länge von etwa 35 km und eine Fläche von 12,2 km². Das Wasserkraftwerk besitzt 4 Turbinen zu je 200 MW, so dass die installierte Gesamtleistung bei 800 MW liegt. Die Jahresleistung beträgt 2630 Millionen kWh. Die Fallhöhe beträgt 110 m. Neben dem Naryn wird der Stausee vom Kara-Suu gespeist, der unweit der Stadt Kara-Köl in den Stausee mündet.